# Александрина Баденская
Александри́на Ба́денская (нем. Alexandrine von Baden), или Александри́на Луи́за Ама́лия Фридери́ка Елизаве́та Софи́я фон Це́ринген (нем. Alexandrine Luise Amalie Friederike Elisabeth Sophie von Zähringen; 6 декабря 1820, Карлсруэ, великое герцогство Баден — 20 декабря 1904, замок Калленберг, герцогство Саксен-Кобург и Гота) — принцесса из дома Церингенов, дочь Леопольда, великого герцога Бадена. Жена герцога Эрнста II; в замужестве — герцогиня Саксен-Кобурга и Готы.

## Биография

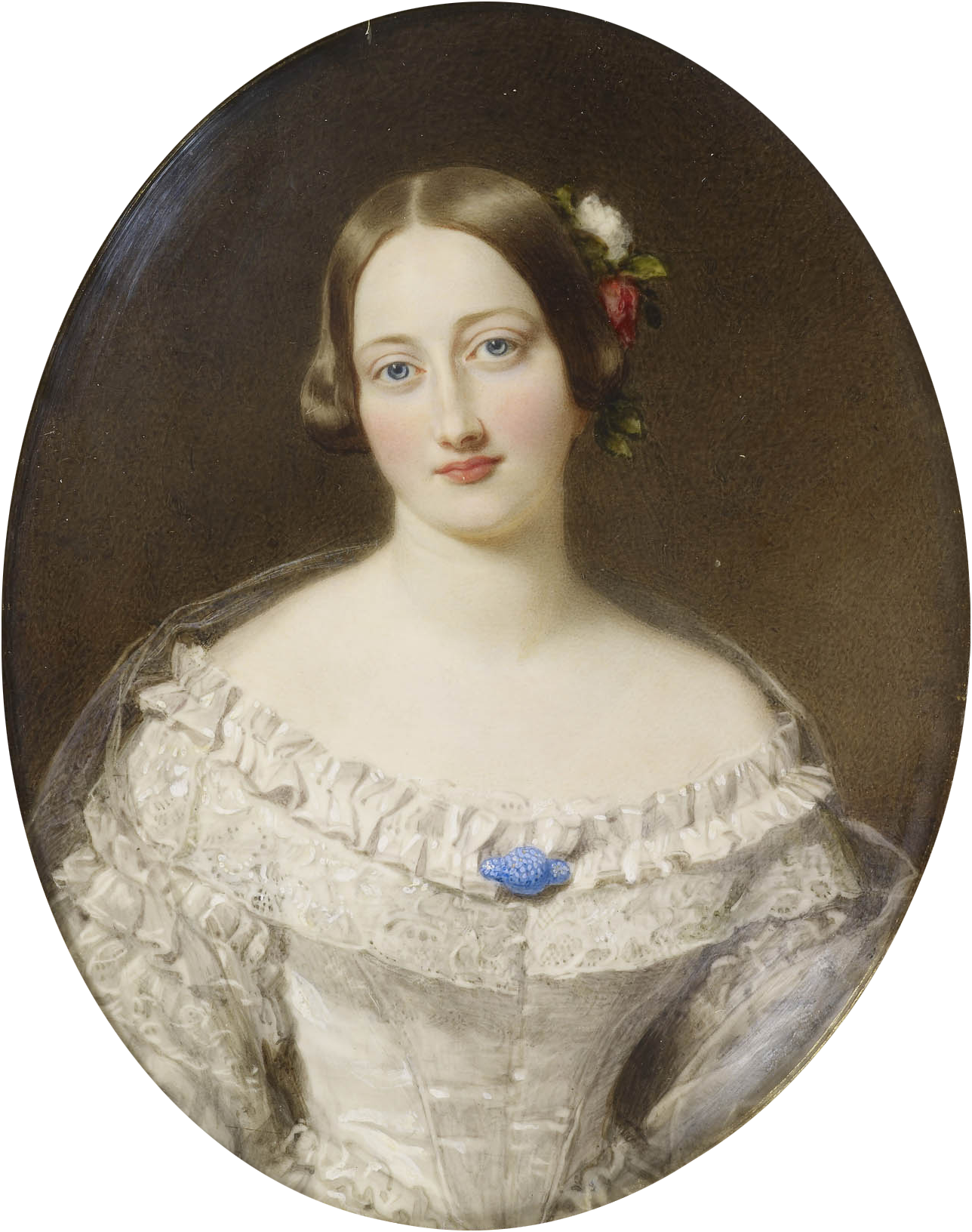
Портрет кисти Росс, Уильям Чарльз (1848). Британская королевская коллекция

### Семья и ранние годы
Александрина родилась в Карлсруэ 6 декабря 1820 года. Она была старшей дочерью Леопольда, великого герцога Баденского и принцессы Софии, дочери Густава IV Адольфа, короля Швеции и Фредерики Доротеи, урождённой принцессы Баденской. По линии отца принцесса приходилась внучкой Карлу Фридриху, первому великому герцогу Баденскому и его морганатической супруге Луизе Каролине, графине фон Гохберг из старинного рода баронов Гейер фон Гейерсберг.
В 1838 году кандидатура Александрины была одобрена императором Николаем I в супруги цесаревичу Александру. После предварительных переговоров, наследник престола отправился в великое герцогство Баден для знакомства с будущей невестой. Состоявшаяся встреча весной 1839 года и беседа разочаровала обоих. Девятнадцатилетняя принцесса говорила с гостем о поэзии Гёте и Шиллера, чем наскучила ему. Граф А. Ф. Орлов сообщал императору, что принцесса не имела ничего привлекательного: 

Роста среднего, невзрачна, никакой привлекательности в фигуре, добра, я думаю, и в разговоре довольно приятна и хорошо воспитана, но в общем ничего выдающегося. И хотя его высочество прибыл с самыми лучшими намерениями и даже, скажу, с нетерпением, он уехал совершенно разочарованным и имел основание, видя её: он нашел, что принцесса  Екатерина Вюртембергская по внешности гораздо лучше этой, хотя у нее и нет влечения к нему.
По дороге из Карлсруэ цесаревич остановился в Дармштадте, в великом герцогстве Гессен, где познакомился с принцессой Марией и сделал ей предложение.
В это же время принц Альберт Саксен-Кобург-Готский, муж королевы Великобритании Виктории, настоятельно просил жениться своего брата и наследного принца Эрнста, распущенный образ жизни которого уже привел к заражению принца венерическим заболеванием, которое стало причиной его бесплодия. Свой выбор Эрнст остановил на Александрине, и она ответила ему согласием.

### Герцогиня Саксен-Кобурга и Готы
3 мая 1842 года в Карлсруэ принц Эрнст Саксен-Кобург-Готский женился на принцессе Александрине Баденской, но и после свадьбы продолжил вести распущенный образ жизни. Его жена, напротив, сохраняла верность супругу в браке. Как следствие, брак оказался бездетным.
В 1844 году, после смерти отца, герцога Эрнста I Саксен-Кобург-Готского, наследный принц взошел на престол под именем Эрнста II. В том же году супруги посетили родственников в Великобритании. Александрина Баденская на всех произвела хорошее впечатление, особенно на жену своего деверя, королеву Викторию Британскую.

### Вдовство и поздние годы
В 1893 году Александрина Баденская овдовела. Она пережила супруга на девять лет и умерла 20 декабря 1904 года в замке Калленберг в Кобурге.

## Титулы
- Её Великогерцогское Высочество, принцесса Александрина Баденская (6 декабря 1820 — 13 мая 1842).
- Её Великогерцогское Королевское Высочество, наследная принцесса Саксен-Кобург-Готская (13 мая 1842 — 29 января 1844).
- Её Великогерцогское Королевское Высочество, герцогиня Саксен-Кобург-Готская (29 января 1844 — 22 августа 1893).
- Её Великогерцогское Королевское Высочество, вдовствующая герцогиня Саксен-Кобург-Готская (22 августа 1893 — 20 декабря 1904).

## Награды
- Орден Луизы с датой «1813/1814» (королевство Пруссия)[9]